# Anne Fontaine
Anne Fontaine (nascuda Anne-Fontaine Sibertin-Blanc; 15 de juliol de 1959) és una directora de cinema, guionista i antiga actriu luxemburguesa. Viu i treballa a França.

## Vida i carrera
Nascuda Anne-Fontaine Sibertin-Blanc a Luxemburg, germana de l'actor Jean-Chrétien Sibertin-Blanc, va anar de petita a viure a Lisboa, on el seu pare, Antoine Sibertin-Blanc, era professor de música i organista de la catedral. Durant l'adolescència es va traslladar a París i es va formar en dansa amb Joseph Russillo mentre continuava la seva formació acadèmica, inclosa la filosofia. El seu marit és Philippe Carcassonne, el productor de cinema, i tenen un fill adoptiu, Tienne, que va néixer a Cambodja.
Mentre encara ballava, va ser escollida per Robert Hossein per interpretar Esmeralda en una producció teatral del 1980 de El geperut de Notre Dame i per aquesta època va començar a utilitzar el nom d'Anne. Fontaine. Va continuar amb la interpretació i es va fer coneguda pels seus papers en comèdies com Si ma gueule vous plaît... (1981) i P.R.O.F.S.(1985). L'oportunitat de ser assistent de direcció va venir amb una versió escènica de 1986 de Viatge al fons de la nit de Louis-Ferdinand Céline al teatre Renaud-Barrault.
El primer projecte de Fontaine com a directora en solitari, Les histoires d'amour finissent mal... en général, va guanyar el 1993 el Premi Jean-Vigo. El 1995 va treballar amb el seu germà en la comèdia Augustin. Dos anys més tard, va escriure i dirigir la reeixida Nettoyage à sec. Va guanyar el premi al millor guió a la 54a Mostra Internacional de Cinema de Venècia i en general es considera una fita en el camí de Fontaine per convertir-se en "una figura important del cinema francès contemporani".
El 1999 el personatge Augustin (Jean-Chrétien Sibertin-Blanc) va tornar a aparèixer a la pel·lícula de Fontaine Augustin, roi du kung-fu. Comment j'ai tué mon père es va estrenar el 2001, i Nathalie... la va seguir el 2003. La pel·lícula del 2005, Entre ses mains va ser descrita àmpliament com un thriller: un "thriller íntim" segons la mateixa Fontaine. Una tercer pel·lícula d’Augustin, Nouvelle chance (també coneguda com Oh La La) fou estrenada el 2006. Després van venir La Fille de Monaco el 2008 i Coco, de la rebel·lia a la llegenda de Chanel, el seu biopic de Coco Chanel, el 2009.
L'obra de Fontaine no es classifica fàcilment, tot i que sovint s'utilitza la frase "drama psicològic". Ella va dir a un diari del Regne Unit: "Intento treballar el costat cec dels meus personatges, d'una manera freudiana: preguntar-me:" Quines són les coses d'ells mateixos de les que no en són conscients?" Estic fascinada per la ironia del destí, quan alguna cosa derrapa. Totes les meves històries tenen un element de crueltat."
Tot i saber que el moviment del "cinema de dones" funcionava com a contraposició al sistema clàssic de Hollywood, a Fontaine no li agradava identificar-s'hi. Durant una entrevista l'any 1998 amb Eve-Laure Moros, va declarar: "Si la gent diu que 'Nettoyage a sec' és una pel·lícula de dones, em sorprèn molt, no sé què vol dir... ser cineasta, pel que fa a la sexualitat, és una cosa que realment dessexualitza. És a dir, et converteixes en una cosa estranya, quan dirigeixes una pel·lícula, durant el rodatge, no ets ni un home ni una dona. ets realment una cosa estranya i molt ambivalent."

## Filmografia
Cinema
| Any  | Títol                                             | Director | Guionista | Notes                  | Ref.                        |
| ---- | ------------------------------------------------- | -------- | --------- | ---------------------- | --------------------------- |
| 1993 | Les histoires d'amour finissent mal... en général | Sí       | Sí        |                        |                             |
| 1995 | Augustin                                          | Sí       | Sí        |                        |                             |
| 1997 | L'@mour est à réinventer                          | Sí       | Sí        | Segment: Tapin du soir |                             |
| 1997 | Nettoyage a sec                                   | Sí       | Sí        |                        | [ 10 ] [ 11 ]               |
| 1999 | Augustin, roi du kung-fu                          | Sí       | Sí        |                        |                             |
| 2001 | Comment j'ai tué mon père                         | Sí       | Sí        |                        | [ 12 ]                      |
| 2003 | Nathalie...                                       | Sí       | Sí        |                        | [ 13 ] [ 14 ]               |
| 2005 | Entre ses mains                                   | Sí       | Sí        |                        |                             |
| 2006 | Nouvelle Chance                                   | Sí       | Sí        |                        |                             |
| 2008 | La Fille de Monaco                                | Sí       | Sí        |                        | [ 15 ]                      |
| 2009 | Coco, de la rebel·lia a la llegenda de Chanel     | Sí       | Sí        |                        | [ 16 ] [ 17 ]               |
| 2011 | Mon pire cauchemar                                | Sí       | Sí        |                        |                             |
| 2013 | Dues mares perfectes                              | Sí       | Sí        |                        | [ 18 ] [ 19 ] [ 20 ]        |
| 2014 | Gemma Bovery                                      | Sí       | Sí        |                        | [ 21 ]                      |
| 2016 | Les innocents                                     | Sí       | Sí        |                        | [ 22 ] [ 23 ] [ 24 ] [ 25 ] |
| 2017 | Marvin ou la Belle Éducation                      | Sí       | Sí        |                        | [ 26 ]                      |
| 2019 | Blanche comme neige                               | Sí       | Sí        |                        | [ 27 ]                      |
| 2020 | Police                                            | Sí       | Sí        |                        |                             |
| 2021 | Présidents                                        | Sí       | Sí        |                        |                             |
| 2021 | Boléro                                            | Sí       | Sí        |                        |                             |

Com a actriu
| Any       | Títol                           | Peper                 | Notes                  |
| --------- | ------------------------------- | --------------------- | ---------------------- |
| 1980      | Les Mystères de Paris           | Sarah                 | Minisèrie de televisió |
| 1980      | Tendres Cousines                | Justine               |                        |
| 1981      | Si ma gueule vous plaît...      | Isabelle              |                        |
| 1982      | Caméra une première             | Alba                  | Sèrie de televisió     |
| 1984      | Le Mystérieux Docteur Cornélius | Andrée de Maubreuil   | Minisèrie              |
| 1985      | Entre chats et loups            | Carole Lambert        | Telefilm               |
| 1985      | P.R.O.F.S.                      | Marite                |                        |
| 1986      | Grand hôtel                     | Marite                | Sèrie de televisió     |
| 1987      | Children and the White Whale    | Claudine              | Telefilm               |
| 1988      | Carte de presse                 | Pauline               | Minisèrie              |
| 1986–1990 | Série rose                      | Mathilde / Mme Orlova | Sèrie de televisió     |
| 1999      | Pas de scandale                 | Nathalie              |                        |

## Premis i nominacions
Premis BAFTA
| Any  | Categoria                               | Títol                                         | Resultat |
| ---- | --------------------------------------- | --------------------------------------------- | -------- |
| 2009 | Millor pel·lícula en llengua no anglesa | Coco, de la rebel·lia a la llegenda de Chanel | Nominat  |

Premis César
| Any  | Categoria            | Títol                                         | Resultat |
| ---- | -------------------- | --------------------------------------------- | -------- |
| 1997 | Millor guió          | Nettoyage à sec                               | Nominat  |
| 2005 | Millor adaptació     | Entre ses mains                               | Nominat  |
| 2009 | Millor adaptació     | Coco, de la rebel·lia a la llegenda de Chanel | Nominat  |
| 2016 | Millor pel·lícula    | Les innocents                                 | Nominat  |
| 2016 | Millor director      | Les innocents                                 | Nominat  |
| 2016 | Millor guió original | Les innocents                                 | Nominat  |

Festival de Cinema de Venècia
| Any  | Categoria    | Títol           | Resultat  |
| ---- | ------------ | --------------- | --------- |
| 1997 | Premi Osella | Nettoyage à sec | Guanyador |
| 1997 | Lleó d'Or    | Nettoyage à sec | Nominat   |

Premi Lumières
| Any  | Categoria         | Títol                                         | Resultat |
| ---- | ----------------- | --------------------------------------------- | -------- |
| 2009 | Millor pel·lícula | Coco, de la rebel·lia a la llegenda de Chanel | Nominat  |
| 2009 | Millor director   | Coco, de la rebel·lia a la llegenda de Chanel | Nominat  |

Altre premis
| Any  | Premi                                             | Categoria                                        | Títol                                             | Resultat  |
| ---- | ------------------------------------------------- | ------------------------------------------------ | ------------------------------------------------- | --------- |
| 1993 | Premi Jean-Vigo                                   | Premi Jean-Vigo                                  | Les Histoires d'amour finissent mal... en général | Guanyador |
| 1993 | Mostra de València                                | Palmera de Bronze                                | Les Histoires d'amour finissent mal... en général | Guanyador |
| 1995 | Festival de Canes                                 | Un Certain Regard                                | Augustin                                          | Nominat   |
| 2001 | Festival Internacional de Cinema de Locarno       | Pardo d'oro                                      | Comment j'ai tué mon père                         | Nominat   |
| 2005 | Festival Internacional de Cinema de Sant Sebastià | Conquilla d'Or a la millor pel·lícula            | Entre ses mains                                   | Nominat   |
| 2009 | Premis de la Crítica Cinematogràfica              | Millor pel·lícula en llengua estrangera          | Coco, de la rebel·lia a la llegenda de Chanel     | Nominat   |
| 2009 | Acadèmia de Cinema Europeu                        | Premi Lux                                        | Coco, de la rebel·lia a la llegenda de Chanel     | Nominat   |
| 2016 | City of Lights, City of Angels                    | Premi del públic                                 | Les innocents                                     | Guanyador |
| 2016 | Festival Internacional de Cinema Noruec           | Premi Andreas                                    | Les innocents                                     | Guanyador |
| 2016 | Festival Internacional de Cinema de Provincetown  | Premi dl públic a la millor pel·lícula narrativa | Les innocents                                     | Guanyador |